# Rhododendron farrerae
Rhododendron farrerae (лат.) — вечнозелёный кустарник, вид подсекции Pontica, секции Ponticum, подрода Hymenanthes, рода Рододендрон (Rhododendron), семейства Вересковые (Ericaceae). Естественный ареал распространения находится в Китае, Тайване и Японии.

## Ботаническое описание

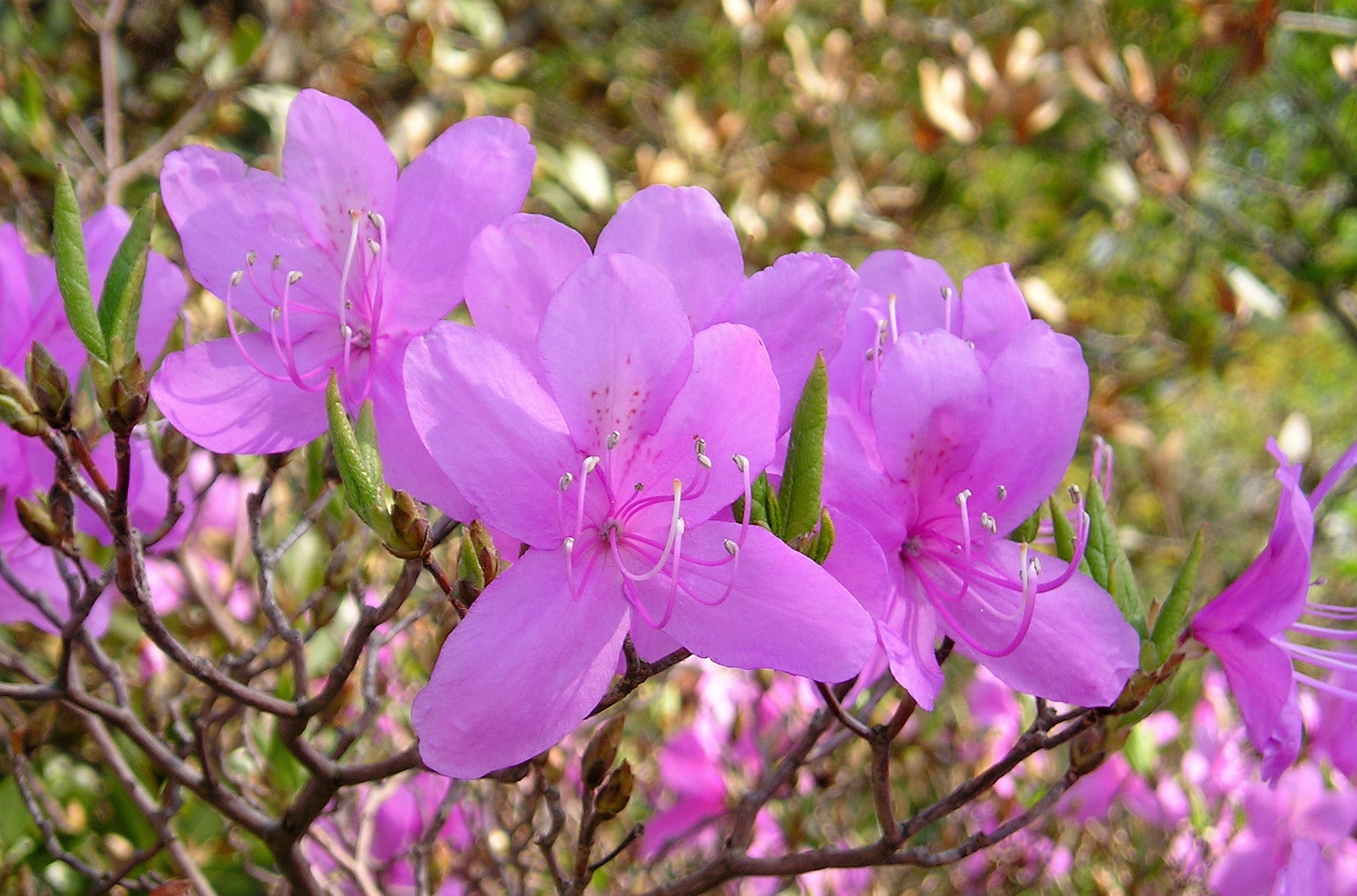
Цветы

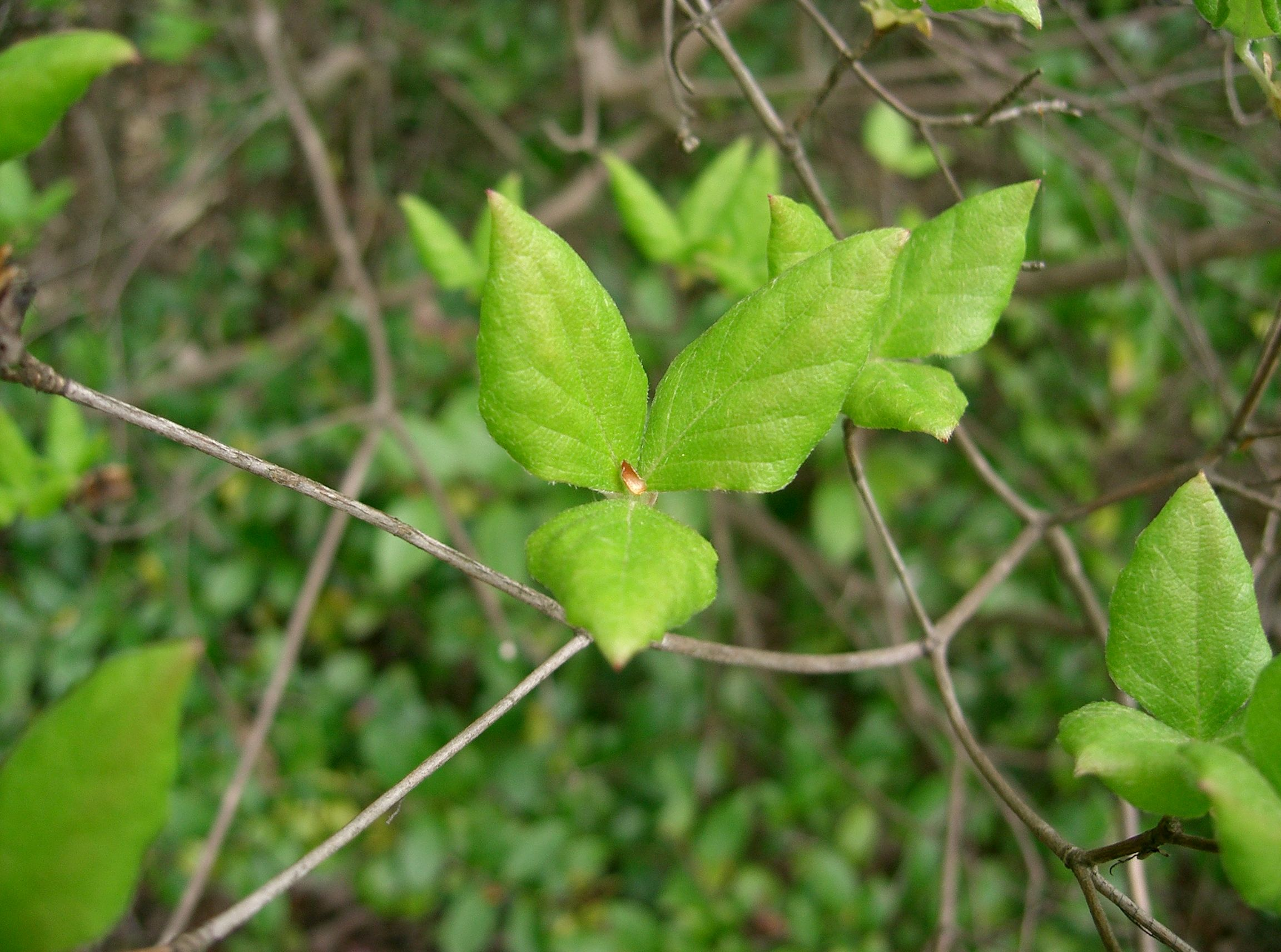
Ветка с листьями

Листопадный кустарник высотой от 1,5 до 3 метров. Кора веток вначале шершавая, а затем становится мозолистой.
Листья расположены на веточках в виде витков по три штуки и разделены на черешок и листовую пластинку. Шероховато-волосистый черешок длиной 0,3-0,7 см. Простая и пергаментоподобная пластинка листа широкояйцевидная или ромбически-яйцевидная, длиной от 3 до 7 сантиметров и шириной от 2 до 5 сантиметров. Основание лопасти от клиновидной до округлой формы, кончик лопасти заострён и заканчивается листовой железой. Край мелко реснитчато-зубчатый. Верхняя сторона листа сначала покрыта грубыми волосками, позже становится голой, но могут оставаться редкие волоски, а нижняя сторона листа покрыта опушёнными волосками, особенно на жилках, и редко становится голой. Лист имеет редкие волоски на нижней стороне.
В Японии период цветения длится с середины апреля до начала мая, причем цветы раскрываются до распускания листьев. Терминальная цветочная почка яйцевидная или продолговато-яйцевидная, длиной 7-8 миллиметров и шириной около 4 миллиметров, содержит от одного до двух цветков. Наружные чешуи почек широкояйцевидные, густо шершаво-волосистые снаружи и густо опушённо-волосистые по краю. Опушённый цветочный стебель длиной 0,5-0,7 см.
Гермафродитные цветки пятилепестковые с двойным околоцветником. Чашелистики, которые снаружи покрыты редкими короткими пушистыми волосками, а по краю шероховатые, образуют пластинчатую чашечку диаметром около 2,5 миллиметров. Пять лепестков, длиной около 2,5 см и шириной около 3 см, лишь в основании коротко раскрываются в виде воронки. Цвет лепестков пурпурный, на верхней внутренней стороне они имеют темно-пурпурные крапинки. Трубка венчика около 0,5 см длиной и голая с обеих сторон. Пять лопастей венчика продолговато-яйцевидные, длиной около 2 см и шириной от 1 до 1,2 см. Из десяти тычинок пять верхних имеют длину от 1 до 1,5 см, а пять нижних — от 2 до 2,5 см. Тычинки голые. Эллипсоидные пыльники имеют длину около 1 миллиметра на коротких тычинках и около 2 миллиметров на длинных. Яйцевидная завязь густо покрыта грубым волосом. Голый стиль длиной около 2,5 сантиметров.
Шероховато-волосистая капсула плода косо вытянутая до продолговато-яйцевидной с длиной от 0,7 до 1,2 сантиметра и диаметром от 0,4 до 0,5 сантиметра. Семена длиной от 1 до 1,2 миллиметра и шириной от 0,4 до 0,5 миллиметра имеют веретенообразную форму с одним заостренным концом и нечетким придатком на другом конце.

## Распространение и экология
Естественный ареал Rhododendron farrerae — Китай, Тайвань и западная часть Японии, включает китайские провинции Чунцин, Фуцзянь, Гуандун, Хунань, Цзянси и восточную Гуанси. В Японии ареал включает центр и юг острова Хонсю, а также острова Сикоку и Кюсю.
Произрастает в Японии в зарослях на солнечных местах во вторичных лесах на высоте от 0 до 700 метров. В Китае — процветает в густых лесах на высоте от 800 до 2100 метров.

## Систематика
Вид был впервые описан в 1831 году английским ботаником Робертом Свитом на основе рукописи английского селекционера мистера Тейта. Название дано в честь миссис Фаррер, жены капитана Фаррера, который привёз образцы этого вида из Китая в 1829 году на корабле Британской Ост-Индской компании «Orwell». Голотип — цветная пластинка, сопровождающая первое описание, основанная на образце, выращенном в Англии.
Для растений из японского подрайона ранее было принято название Rhododendron reticulatum. Xiao-Feng et al. 2010 не смогли найти никаких таксономически значимых различий при сравнении нескольких сотен гербарных образцов из Японии и Китая и поэтому поместили Rhododendron reticulatum в синонимику Rhododendron farrerae. Rhododendron reticulatum D.Don ex G.Don был опубликован в 1834 году Джорджем Доном-младшим на основе номенклатурно недействительной рукописи Дэвида Дона. Что касается происхождения, то указано лишь, что мистер Найт с Кингс-роуд в Челси привёз этот вид из Японии. Г. Дон не упоминает ни одной иллюстрации или гербарного материала в протологе к виду. Чтобы закрепить применение этого названия, необходимо было установить тип. Поскольку гербарный материал, использованный для первого описания, был им недоступен, Сяо-Фэн и др. выбрали в качестве неотипа гербарный лист, собранный японским ботаником Ф. Ямадзаки и хранящийся в гербарии Токийского университета, который содержит сетчатую листву и немного цветков в соответствии с первым описанием.
В работе Xiao-Feng et al. 2010 года больше не признаются субтаксоны.